# Oberea ulmicola
Oberea ulmicola là một loài bọ cánh cứng trong họ Cerambycidae.